# 천도교청우당
천도교청우당(天道敎靑友黨, Chondoist Chongu Party)은 조선민주주의인민공화국의 정당으로, 종교적 색채를 띤 유일한 정당이다. 조선로동당의 위성정당이기도 하다.

## 역사
청우당은 일제강점기인 1919년 9월 2일 김기전을 당수로 하여 최초로 창당되었다. 해방후 1945년 9월 14일 김병청을 위원장으로 조직되었다. 1946년 2월 1일 소군정의 인가를 받은 '천도교 북조선종무원'이 현재의 조선민주주의인민공화국에 세워졌는데, 한국 전쟁 직전까지 조선민주주의인민공화국 전역에 99개의 도, 군 종무원을 조직하였다. 소군정도 청우당의 세력을 무시할 수만은 없어 당시 천도교 고원군종무원장을 지내던 김달현을 회유, 1946년 2월 8일 '북조선 천도교 청우당'을 창당하게 했다.
1948년, 서울의 천도교중앙본부에서 3.1절 행사를 기해 거국적인 반공의거를 일으키라는 지령을 받았으나 김달현의 배신으로 실패했으며, 천도교 신자들이 심한 박해를 받게 되었다. 같은 해 5월 4일에 ‘(남조선)천도교청우당’은 해체를 선언하였다. 1950년 조선민주주의인민공화국은 월북한 ‘남조선청우당’ 세력을 흡수, ‘(조선)천도교청우당’을 발족하고 김달현이 다시 위원장이 되었다.
한국 전쟁 내내 청우당은 조선민주당과 같이 고위당직자는 로동당원이었으나 일반 신도들은 반공주의 대열에 참가했다. 이에 조선민주주의인민공화국 정부의 박해가 심화되었고, 김달현도 숙청된다. 1959년 시·군 이하 조직이 모두 해체되었고 1960년에는 도당 조직까지 해체된다. 이후 완전히 몰락해 로동당의 정책 발표때 지지 성명을 내는 정도의 활동 밖에 허락받지 못하고 있다.
조선민주주의인민공화국 당국은 1970년대 남북 대화가 시작되자 청우당을 내세웠는데, 1972년 8월 남북적십자회담 본회의에 조선민주주의인민공화국 측 자문위원으로 참석한 당시 청우당 부위원장 강장수는 실제로 천도교의 교리도 모르는 로동당원이었다. 1980년대 이후 월북한 최덕신을 포섭, 청우당 당수로 임명해 대남선전에 이용하는 등 청우당은 현재 조선민주주의인민공화국 당국의 대외 간판 정도의 역할 밖에는 행하지 못하고 있다.

## 역대 최고인민회의 대의원 선거 결과
| 실시년도 | 선거     | 국회정원 | 당선자 현황 (지역구 당선 / 후보) | 득표  | 득표율 |
| -------- | -------- | -------- | -------------------------------- | ----- | ------ |
| 1948년   | 1대 총선 | 572      | 35/572                           | 8,760 | 0.13%  |
|          |          |          |                                  |       |        |

## 조직
1990년 기준으로 청우당의 조직은 다음과 같다:
- 당중앙위원회 위원장: 정신혁
- 당중앙위원회 부위원장: 최희준, 리득엽
- 서기장: 김정호
- 상무위원: 정신혁, 리득엽, 김정호, 정금석
- 조직부부장: 문창기, 정연옥
- 선전부부장: 정금석

## 역대 당 중앙위원회 위원장
- 김달현
- 박신덕
- 강장수
- 정신혁 (1979~1989)
- 최덕신 (1989)
- 정신혁 (1990~1993)
- 류미영 (1993~2017)[2]
- 리명철 (2019~현재)

## 같이 보기
- 조선사회민주당
- 조선민주주의인민공화국의 정당